# فرصة ثانية (مسلسل هندي)
فرصة ثانية Punar Vivah بالهندية أو الزواج الثاني هو مسلسل هندي درامي ورومانسي من موسمين بث الموسم الأول في الشاشات الهندية على قناة زي التلفريون "Zee Tv" في 20 فبراير من عام 2012 وانتهى يوم 17 - 20 مايو 2013 , وبث الجزء الثاني في 20 مايو من عام 2013 وانتهى يوم 29 نوفمبر 2013 يعرض الآن الموسم الأول من المسلسل على الشاشات العربية على قناة زي أفلام ثم على قناة النهار موفيز (الهندية-العربية) ابتداء من 10 نوفمبر 2013.

## الموسم الأول
تدور القصة حول شخصيتن ياش وآرتي، في مدينة بوبال في ولاية ماديا براديش. آرتي وهي مطلقة ولها ولد أنش تركها زوجها براشانت منذ أربع سنوات، وياش هو أرمل وله ابنتان،بلاك و بايال. . زوجة ياش آربيتا توفيت قبل ثلاث سنوات. لكن آرتي سكنت مع عائلة زوجها السابق «ساتيندرا دوبي» و«شوبها دوبي» واعتبروها مثل ابنتهم وكانا يريدان يزوجاها زواجا ثانيا لـ«آرتي» وقد قطعوا علاقتهم مع ابنهم.
وعائلة ياش تريد منه أن يتزوج ولكنه رفض في البداية ولكن وافق من أجل بناته. في البداية ياش وآرتي يتزوجان من أجل أطفالهم وبعد الكثير من الترددات.آرتي وياش يحبون بعضهم.
و تستمر قصة حب ياش وآرتي إلى أن ينقلب الوضع بعد معرفة ان ياش الابن الغير شرعي لسوراج براتاب، الذي كان على علاقة غرامية مع رادها، والدة ياش، وآكاش يكون الأبن الحقيقي لجياتري وأن رادها قد حولت ياش وآكاش في المستشفى عند الولادة.
يتزوج آكاش من إيشيتا بدلاَ من ياش، ويتبين لاحقا أن إيشيتا كانت خطيبة ياش قبل مجئ آرتي في حياته، ولكن ياش رفض الزواج منها لأنه كان يريد امرأة لها طفل وعندها تجن إيشيتا وعندما تعلم أنه وافق على الزواج منها مرة أخرة (مجبراَ) تفرح كثيرا ولكن ياش يرفض مرة أخرة يوم الزواج ويعتذر منها وهي تحزن وتحاول الانتحار ولكن يأتي آكاش ويمنعها ويتزوجها لمصلحته الضخصية ولا يعلم أنه أبن سوراج، يغضب الحاضرون كثيرا من هذا الزواج ولكن تظهر رادها لأول مرة وتقول لهم أن آكاش أبنها وأبن سوراج ولكنها تكذب لأنقاذه ولكن لا أحد يصدقها ومع مرور الوقت يتبين ان ان ياش ابنها وبن سوراج وآكاش ابن جياتري وسوراج وعندما تعلم جياتري هذا الأمر تكره ياش وتحب آكاش كثيرا ولكنها تموت بسبب آكاش، ويتزوج سوراج من رادها فيما بعد.
خلال ذلك الوقت تبين أيضا أن برديهي، زوجة براتيك لا يمكنها الحمل.
إيشيتا تجن كل يوم بحب ياش وتريد ان تتخلص من آرتي بأي وسيلة ممكنة، وعندها تخطف ابنهما المولود حديثا آيو وتنجح ولكن ياش يلوم آرتي لذلك مما أدى إلى الانفصال علاقة ياش وآرتي.
لم يتحدث ياش وآرتي لعدة أشهر بعد خسارتهما لابنهما. يمر شهر ويقرر براتيك وبرديهي ان يتبنيا طفل كما أن برديهي تريد أن تصبح أما.
يذهب براتيك وبرديهي ويجلبان إلى المنزل طفل صغير يتبين فيما بعد أن هذا الطفل هو ابن ياش وآرتي آيو.
أول من تعلم بحقيقة هذا الطفل هي إيشيتا وتحاول بكل وسعها ابعاد ياش آرتي عن الطفل.
آرتي تشعر باتصال غريب مع الطفل، وتجد الراحة فيه.
يقرر سوراج وجميع أفراد عائلة سينديا الذهاب للعيش في مدينة مومباي لتوسع الأعمال التجارية.
يغادرون منزل سينديا متجهين إلى منزل ومدينة واصدقاء جدد لبدء حياتهم الجديدة مع بداية جديدة.
تكتشف آرتي حقيقة إيشيتا وأنها مهوسة بياش وأيضا تكتشف أنها كانت الشخص الذي خطف أبنها آيو وتعندما تعلم إيشيتا أن آرتي أكتشفت الحقيقة تقرر الانتقام من آرتي وتعطي المخدرات لياش وتحاول النوم معه، ولكن تصل آرتي في الوقت المناسب لإنقاذه.
ولكن سرعان ما تهرب إيشيتا من هناك. آرتي تخبر ياش الحقيقة وأنها آيو كان معهم طوال الوقت ويفرح ياش بسبب هذا الخبر.
ولكن برديهي تحزن كثيراَ لفقدانها الأبن الذي تبنته قبل شهور ولكن آرتي وياش يقرران إعطاء آيو ل براتيك وبرديهي قائلان لهماأنهم سيعيشون في نفس المنزل ودائما سيكونون قادرين على رؤية أطفالهم أمام اعينهم.
يعود بعض افراد عائلة سينديا وهم (سوراج، رادها، مايا، بانكاج، فيدهي، فيديكا «أبنة فيدهي وبانكاج», آرتي، بلاك بايل وآنش) إلى منزلهم القديم في بوبال لحضور حفل زفاف الشخصيات الجديدة ل Punar Viah الموسم 2 \ فرصة ثانية الجزء الثاني، ويتبقى (ياش، براتيك، برديهي، آيو) في مومباي.
إيشيتا تعود لتختطف آيو مرة أخرى، ولكن بمساعدة ديفيا من الجزء الثاني ياش يمسك إيشيتا ويحفظ آيو ويتم القبض على إيشيتا.
ويعود أفراد سينديا في نفس اليوم وعندها ياش يخبر آرتي أنه راى فتاة طيبة اسمها ديفيا ساعدته كثيرا ويريها صورتها ويصادف أن تكون في الصورة صورة أخرى بجانب ديفيا لراج وترى آرتي الصورة وتقول ان الرجل الذي في الصورة وهو راج هو الذي ذهبوا لزواجه وقد تأخر لأنه لم يرد الزواج من ساريتا ويعلمون ان راج وديفيا يحبون بعضهم ولكن ساريتا المسكينة تكون بينهم وعندها تقول آرتي لياش «لماذا يختبر الله الأشخاص الذين بحبون بعضهم» وتحضنه وبذلك ينتهي الجزء الأول من المسلسل.

## وصلات خارجية
- الموقع الرسمي.